# Cynorta lata
Cynorta lata is een hooiwagen uit de familie Cosmetidae.